# Saint Lucias damlandslag i volleyboll
Saint Lucias damlandslag i volleyboll representerar Saint Lucia i volleyboll på damsidan. Laget har deltagit i nordamerikanska mästerskapet 2013 och 2017. Det har vunnit ECVA-mästerskapet två gånger.

### Fotnoter
1. ↑  ”Cuba Downs Costa Rica” (på engelska). North, Central America and Caribbean Volleyball Confederation. https://www.norceca.net/Cuba%20Downs%20Costa%20Rica.htm. Läst 11 mars 2023.
2. ↑  ”Bulletin” (på engelska). North, Central America and Caribbean Volleyball Confederation. https://norceca.info/wp-content/uploads/2022/10/22ECVA-W-Bulletin-6.pdf. Läst 9 november 2024.
3. ↑  ”2024 ECVA Womens Championship – Eastern Caribbean Volleyball Association (ECVA)” (på engelska). ECVA. https://ecvolleyball.com/tournament/2024-ecva-womens-championship/. Läst 9 november 2024.
4. ↑  Senaste tillfället då någon kontrollerade att de inmatade tabelluppgifterna stämmer. Uppgifter kan ha matats in senare utan att kontrolleras av någon annan